# Mortain
Mortain település Franciaországban, Manche megyében. Lakosainak száma 1531 fő (2018. január 1.). Mortain Le Neufbourg és Bion községekkel határos.

## Népesség
A település népességének változása:
| Lakosok száma | 2145 | 2339 | 2683 | 2416 | 2191 | 1812 | 1685 | 3238 | 1531 | 1531 |
|               | 1962 | 1968 | 1975 | 1990 | 1999 | 2008 | 2013 | 2016 | 2017 | 2018 |